# 6459 Hidesan
6459 Hidesan (1992 UY5) là một tiểu hành tinh vành đai chính được phát hiện ngày 28 tháng 10 năm 1992 bởi Endate, K., Watanabe, K. ở Kitami.